# Adolf Grohmann (Industrieller)

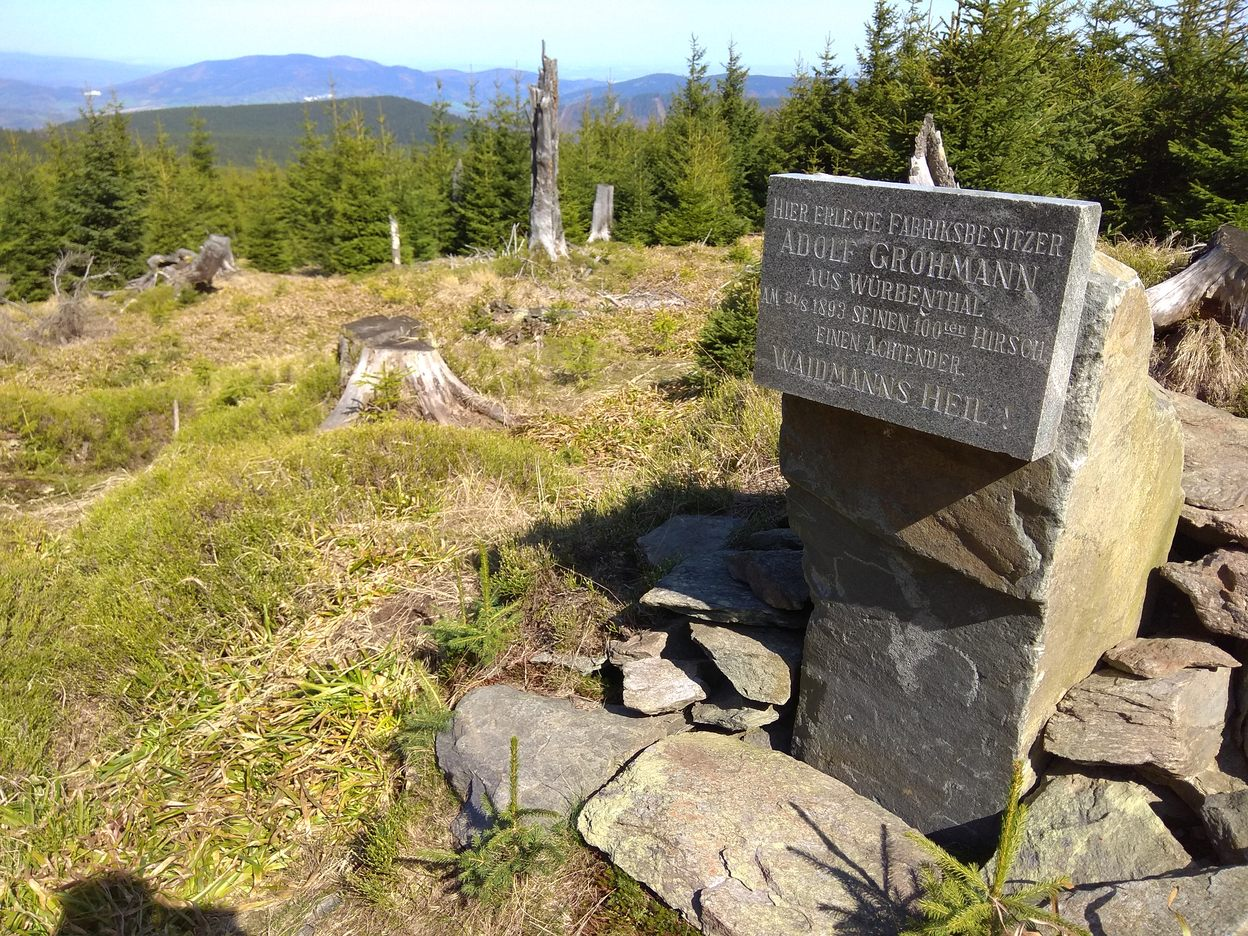
Adolf Grohmann Gedenktafel am Hirschberg, Altvatergebirge, Tschechien. „Hier erlegte Fabrikbesitzer Adolf Grohmann aus Würbenthal am 31. August 1893 seinen 100ten Hirsch. Einen Achtender. Waidmanns Heil!“

Adolf Grohmann (* 7. September 1825 in Würbenthal, Österreichisch Schlesien; † 16. Januar 1895 ebenda) war ein mährischer Industrieller.

## Leben
Adolf Grohmann war ein Sohn des Textil-Industriellen Josef Grohmann (1792–1873), der 1800 in die von Ferdinand Rößler (1774–1838) gegründete Firma „Rößler und Weiß“ in Würbenthal eingetreten war, 1817 Gesellschafter wurde und 1821 die Geschäftsführung übernahm. Durch Ausbau der Heimarbeit und allmählichen Umbau zu einer mechanischen Leinenzwirnfabrik mit eigener Färberei entstand 1847 die Firma „Grohmann & Co“. Adolfs älterer Bruder Guido Grohmann (1819–1875) und dessen Ehefrau Emma Wagner und deren Sohn Emil Grohmann (1856–1905) führten die Firma als Alleininhaber weiter.
Adolf Grohmann gründete 1867 in Würbenthal eine Fabrik zur Verarbeitung von Walzdraht, eine Drahtzieherei und Kettenfabrikation. Zur Erweiterung der Produktion pachtete er die ehemaligen Hoch- und Deutschmeister´schen Hüttenwerke in Ludwigsthal. 1884 trat sein Sohn Robert Grohmann in die Leitung der Firma ein, die seitdem als „Adolf Grohmann & Sohn“ firmierte. 1896 erfolgte die Gründung der Mährisch-Schlesischen AG für Drahtindustrie. 1926 wurden Niederlassungen in Wien und Prag errichtet.
Zusammen mit den Enkeln Kurt und Lothar erfolgte die Gründung einer Eisengießerei in Buchbergsthal, die weithin exportierte. Die Fabrik war durch 78 Jahre im Besitz der Industriellen-Familie Grohmann, die nach dem Ende des Zweiten Weltkriegs durch die Tschechoslowakei enteignet wurde.
Nach 1945 erfolgte durch Lothar Grohmann ein Neubeginn in Bielstein im Rheinland.